# Francis Pamart
Francis Pamart (* 27. Februar 1942 in Rueil-Malmaison) ist ein ehemaliger französischer Radrennfahrer.

## Sportliche Laufbahn
Pamart war im Straßenradsport aktiv. Mit 14 Jahren begann er mit dem Radsport. 1964 startete er mit der Nationalmannschaft der Amateure in der Jugoslawien-Rundfahrt. Er gewann dort eine Etappe und wurde als bester Franzose 9. der Gesamtwertung. Bei Paris–Chartres 1964 wurde er Zweiter. Er startete in jener Saison auch in der Slowakei-Rundfahrt. In der Tour d’Eure-et-Loir wurde er beim Sieg von Raymond Delisle Dritter.
Von 1965 bis 1967 war Pamart  Berufsfahrer im Radsportteam Peugeot. Im Giro d’Italia 1967 war er ausgeschieden.